# Distrito histórico de Charlton-King-Vandam
El Distrito histórico de Charlton-King-Vandam (en inglés: Charlton-King-Vandam Historic District) es un distrito histórico ubicado en Nueva York, Nueva York. El Distrito histórico de Charlton-King-Vandam se encuentra inscrito como un Distrito Histórico en el Registro Nacional de Lugares Históricos desde el 20 de julio de 1973.  

## Ubicación
El Distrito histórico de Charlton-King-Vandam se encuentra dentro del condado de Nueva York en las coordenadas 40°43′38″N 74°00′15″O / 40.727222, -74.004167.